# Kriminalhauptstelle

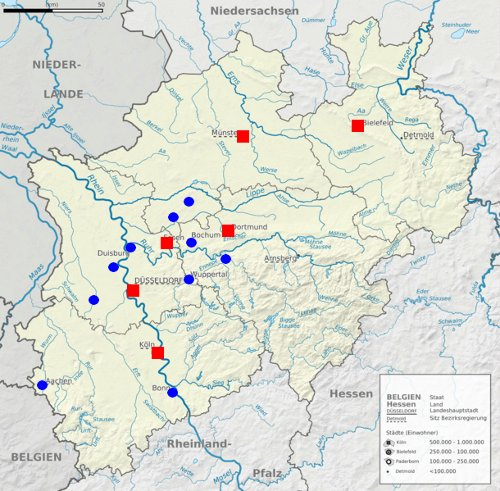
Lage der Kriminalhauptstellen in NRW. Rot: §4-Behörden, Blau: Sonstige Kriminalhauptstellen

Kriminalhauptstellen sind Kreispolizeibehörden der Polizei Nordrhein-Westfalen, die für umliegende Bezirke als zentrale Führungs- und Bearbeitungsbehörde Delikte schwerer Kriminalität bearbeiten. Die Zuständigkeit der Kriminalhauptstellen ergibt sich aus der Kriminalhauptstellenverordnung (KhSt-VO NRW).

## Allgemeines
Kriminalhauptstellen sollen Delikte schwerer Kriminalität bearbeiten, wozu die sonstigen Kreispolizeibehörden personell, technisch und logistisch nicht in der Lage sind. Zur Bewältigung dieser zentralen Aufgaben sind Kriminalhauptstellen mit mehr Personal ausgestattet. Sie halten regelmäßig besondere Organisationsstrukturen wie spezielle Kriminalkommissariate vor, um die Bearbeitung der Delikte zu gewährleisten. Die Behörden, welche die Bearbeitung solcher Straftaten an die Kriminalhauptstelle abgeben, müssen allerdings in der Regel Fachpersonal zur Bearbeitung der Fälle vorübergehend zur zuständigen Kriminalhauptstelle abverfügen.
Bei besonders komplexen Fällen, die nicht im Rahmen der Alltagsorganisation bearbeitet werden können, werden in der Kriminalhauptstelle besondere Aufbauorganisationen (BAO) gebildet. Hierdurch können für einzelne Fälle beispielsweise Ermittlungs-, Sonder- oder Mordkommissionen gebildet werden, die anteilig von der Kriminalhauptstelle sowie von der Tatortbehörde mit Personal besetzt werden. Eine BAO-Besonderheit ergibt sich bei den sogenannten § 4-Behörden.
In Nordrhein-Westfalen existieren 16 Kriminalhauptstellen (von insgesamt 47 Kreispolizeibehörden).

### Allgemeine Aufgaben
Die grundsätzlichen Zuständigkeiten für Kriminalhauptstellen ergeben sich aus § 2 KhSt-VO. Hiernach sind Kriminalhauptstellen grundsätzlich ausschließlich für die Strafverfolgung in Fällen bestimmter Delikte zuständig. Dies sind:
- Vorsätzliche Tötungsdelikte
- Bildung krimineller Vereinigungen (§ 129 StGB)
- Illegale Herstellung von Betäubungsmitteln (§ 30 Abs. 1 Nr. 1, § 30a Abs. 1 Nr. 1 BtMG)
- Organisierte Kriminalität und Geldwäsche
- Erpressung (§ 253 StGB) und räuberische Erpressung (§ 255 StGB) bei Androhung gemeingefährlicher Straftaten mit unbekanntem Täter (typisches: Erpresserschreiben mit Bombendrohung)
- Wirtschaftsstraftaten
- Ausgewählte Delikte der Computerkriminalität
- Angriffe auf den Luft- und Seeverkehr (sofern keine § 4-Behörde zuständig ist).
- Staatsschutzdelikte (politisch motivierte Kriminalität)

Zusätzlich übernehmen Kriminalhauptstellen (unterstützend) Aufgaben der Kriminalprävention zur Verhütung von Straftaten.

## §4-Behörden
Die sog. § 4-Behörden erhielten ihren Namen durch die Zuständigkeitsregelung des § 4 KhSt-VO. Sie sind für die Bearbeitung besonders schwerer Delikte qualifiziert, die über das Maß der normalen Kriminalhauptstellen hinausgehen. In NRW wurden sechs Kriminalhauptstellen zu § 4-Behörden ernannt. Dies sind: Bielefeld, Dortmund, Düsseldorf, Essen, Köln und Münster.

### Aufgaben
§ 4-Behörden sind grundsätzlich immer auch normale Kriminalhauptstellen. Zusätzlich erfüllen sie Aufgaben der Gefahrenabwehr und Strafverfolgung in folgenden Fällen:
- Erpresserischer Menschenraub (§ 239a StGB)
- Geiselnahme (§ 239b StGB)
- Größere Gefahren- und Schadenslagen
- Anschläge
- Amoktaten
- Sexueller Missbrauch von Kindern und Jugendlichen

Als besondere Aufgabe außerhalb dieses Katalogs sind die § 4-Behörden auch für Organisation und Durchführung von Personen- und Zeugenschutz zuständig.
Die Besonderheit von § 4-Behörden ist, dass sie nicht nur strafverfolgend, sprich ermittelnd tätig werden, sondern auch gefahrenabwehrend. Bei obigen Situationen sind Tatortbehörden dazu verpflichtet, unverzüglich die für sie zuständige § 4-Behörde zu informieren. Mit Bekanntwerden des Sachverhalts übernimmt die § 4-Behörde die Einsatzleitung. Für solche Lagen werden in § 4-Behörden immer speziell ausgebildete Polizeiführer des höheren Dienstes bereitgehalten, um den Einsatz und die gefahrenabwehrende Lagebewältigung zu leiten. Ihm werden sowohl Kräfte der Tatortbehörde als auch der Kriminalhauptstelle sowie deren Spezialeinheiten unterstellt. Durch Polizeidienstvorschriften ist die Polizei zudem verpflichtet, in obigen Fällen eine BAO zu bilden.

### Ausstattung
Zusätzlich zur normalen Ausstattung sind alle § 4-Behörden mit kriminaltechnischen Untersuchungsstellen (KTU) ausgestattet. Außerdem verfügen sie über Spezialeinheiten (Spezialeinsatzkommandos, mobile Einsatzkommandos, technische Einsatzgruppen und Verhandlungsgruppen).